# 克里斯托夫·拉波特
克里斯托夫·拉波特（法語：Christophe Laporte，1992年12月11日—），法国男子自行车运动员，2022年世界公路自行车锦标赛男子公路赛银牌得主、2024年夏季奥林匹克运动会男子公路赛铜牌得主。